# Painkiller Jane
Painkiller Jane è un personaggio immaginario dei fumetti creato da Jimmy Palmiotti e Joe Quesada nel 1996, pubblicato dalla Event Comics, casa editrice indipendente fondata e diretta dagli stessi Quesada e Palmiotti. Inizialmente protagonista di una miniserie di 5 numeri, è poi diventata protagonista di numerosi team-up con vari personaggi celebri come Punisher, Vampirella e Hellboy. Tra il 2006 e il 2008 la Dynamite Entertainment ha riportato in auge il personaggio con due nuove miniserie. Dal 2013 Painkiller Jane viene pubblicata dalla Icon Comics, etichetta della Marvel Comics che distribuisce fumetti i cui diritti rimangono proprietà degli autori.

## Storia editoriale

### Ideazione e contesto
Nel 1994, Joe Quesada (futuro Editor-in-Chief della Marvel Comics) e Jimmy Palmiotti decidono di fondare una casa editrice indipendente denominata Event Comics. Il mercato fumettistico sta infatti vivendo uno dei suoi periodi di massima, seppur effimera, espansione e proprio nell'anno precedente ha toccato il record assoluto di vendite della sua storia. Le case editrici indipendenti, come la Image Comics, riescono a cavalcare l'onda di questo improvviso e inflazionato successo, e gran parte dell'intera nuova generazione di autori degli anni ottanta e novanta cerca di monetizzare la crescita del mercato attraverso la creazione di personaggi a fumetti di cui mantenere i diritti (e quindi anche i pieni guadagni). Finora il duopolio Marvel-DC ha sempre costretto gli autori a lasciare tutti i diritti o gran parte di essi sui personaggi creati. Il duo Quesada-Palmiotti, a differenza di altri che si appoggiano alla Image o alla Dark Horse Comics (le principali case indipendenti dell'epoca) creano una loro casa editrice e il primo personaggio ideato e auto-prodotto è Ash. Il successo del personaggio spinge i due autori a creare anche una nuova supereroina, appogiandosi a uno dei trend vincenti degli anni novanta, cioè le "Bad Girls" con superpoteri. Si tratta di uno stereotipo da cui si plasmano personaggi femminili dall'aspetto sensuale e dal corpo statuario, con un carattere forte e dei poteri bizzarri. Dalla domanda di questo tipo di supereroina a fumetti nasce Painkiller Jane, che debutta nel 1996 sulla miniserie a fumetti 22 Brides, pubblicata dalla Event Comics. Qui il personaggio viene abbozzato e impostato superficialmente: le origini definitive e le caratteristiche peculiari di Jane saranno ridefinite in seguito sulla prima miniserie a lei dedicata e in particolare in un numero speciale disegnato da Amanda Conner.
L'anno in cui viene pubblicata Painkiller Jane segna anche l'inizio della crisi del mercato fumettistico statunitense, fattore che colpirà molti editori indipendenti e la stessa Event Comics. Il personaggio non avrà mai una sua serie regolare e le pubblicazioni sono discontinue. Presto il successo iniziale scema rapidamente. Dal punto di vista creativo, inoltre, perde l'apporto di Joe Quesada, il quale a partire dal 1998 comincia a lavorare stabilmente per la Marvel Comics realizzando la serie regolare Daredevil (vol. 2) e fondando l'etichetta Marvel Knights. Da lì a poco diviene il massimo responsabile creativo della stessa Marvel. Palmiotti invece, dopo varie parentesi di lavoro con la Marvel, rimane fedele al fumetto indipendente e negli anni duemila è lui il principale artefice delle varie riproposizioni del personaggio anche se per altre case editrici quali la Dynamite e l'etichetta Marvel Icon Comics. Nonostante l'oblio in cui versa il personaggio dopo gli anni novanta, Painkiller Jane rimane comunque un'icona di quel periodo e il canale televisivo Sci-Fi Channel ne realizza un film per la televisione nel 2004, seguito nel 2006 da una serie televisiva. Si tratta di un evento quasi eccezionale nel panorama televisivo in quanto solo Witchblade (della Image) aveva ottenuto analoga trasposizione live-action tra le supereroine degli anni novanta. Non si ottiene però il successo sperato e la serie viene cancellata dopo la prima stagione, ma dimostra che l'interesse intorno al personaggio è ancora vivo. Da queste basi nasce il tentativo di rilancio del 2006 e poi del 2013 sotto l'etichetta Icon, che pubblica fumetti "creator-owned".

### Pubblicazioni
Painkiller Jane non ha mai ottenuto serie regolari a lei dedicate ma è stata pubblicata come miniserie e albi speciali, cambiando tre volte editore. La sua storia editoriale è stata poi caratterizzata dall'utilizzo dei inter-company crossover cioè storie in cui Jane è protagonista insieme a personaggi pubblicati da altre case editrici quali Image o Marvel Comics.
- 22 Brides, miniserie di 4 numeri, di Fabian Nicieza- Joe Quesada - Jimmy Palmiotti (testi), Scott Lee - Joe Quesada (matite), Jimmy Palmiotti (chine), Event Comics (editore), marzo 1996 - gennaio 1997
- Painkiller Jane (vol. 1), miniserie di 5 numeri, di Brian Augustyn - Mark Waid (testi), Rick Leonardi (matite), Jimmy Palmiotti (chine), Event Comics (editore), giugno 1997 - novembre 1997
- Painkiller Jane vs. The Darkness: Stripper n. 1, albo unico, di Garth Ennis (testi), Amanda Conner (matite), Jimmy Palmiotti (chine), Event Comics - Image Comics (editori), aprile 1997
- Vampirella/Painkiller Jane n. 1, albo unico, di Brian Augustyn - Mark Waid (testi), Rick Leonardi (matite), Jimmy Palmiotti (chine), Harris Comics (editore), maggio 1998
- Painkiller Jane/Hellboy n. 1, albo unico, di Brian Augustyn, Rick Leonardi (matite), Jimmy Palmiotti (chine), Event Comics (editore), agosto 1998
- Painkiller Jane/Darkchylde n. 1, albo unico, Brian Augustyn (testi) e J.G.Jones (disegni), Event Comics (editore), ottobre 1998
- Painkiller Jane (vol. 1) n. 0, albo unico, di Brian Augustyn - Joe Quesada - Jimmy Palmiotti (testi), Amanda Conner (matite), Jimmy Palmiotti (chine), gennaio 1999
- The Punisher/Painkiller Jane n. 1, albo unico, di Garth Ennis (testi), Joe Jusko - Dave Ross (matite), Joe Rubinstein (chine), Marvel Knights (editore), gennaio 2001
- Painkiller Jane (vol. 2), miniserie di 3 numeri, di J.Palmiotti - J.Quesada (testi), Lee Moder (disegni), Dynamite Entertainment (editore), marzo 2006 - agosto 2006
- Painkiller Jane (vol. 3), miniserie di 6 numeri (n. 0 e nn. 1-5), di J.Palmiotti - J.Quesada (testi), L.Moder (disegni), Dynamite Entertainment (editore), aprile 2007 - marzo 2008
- Terminator 2, serie regolare, Painkiller Jane appare nei nn. 6-7, di J.Palmiotti (testi) e Nigel Raynor (disegni), Dynamite Entertainment (editore), gennaio-marzo 2008
- Painkiller Jane: The Price of Freedom, miniserie di 4 numeri, di J.Palmiotty (testi), Juan Santacruz - Sam Lotfi (disegni), Icon Comics (editore), novembre 2013 - gennaio 2014
- Painkiller Jane: The 22 Brides, miniserie di 4 numeri, di J.Palmiotty (testi), J.Santacruz - Steve Mannion (disegni), Icon Comics (editore), 14 maggio 2014 - in corso

## Personaggio
Jane Vasko è presentata sin dall'inizio come un ex-agente di polizia di New York che a causa di un incidente acquisisce dei superpoteri. Questi gli permettono di guarire rapidamente dalle ferite (anche colpi di proiettile), rendendola più temeraria e portandola a lasciare le forze dell'ordine per diventare una vigilante. Inizialmente i suoi autori puntano proprio sulla fiducia in se stessa e un atteggiamento spavaldo per definire il personaggio. Successivamente però si cerca di eliminare in parte gli stereotipi del vigilante con superpoteri per accentuare maggiormente gli aspetti umani di Jane, rendendola un'incompresa ribelle all'interno di una società autoritaria. Questo cambiamento è dovuto soprattutto a Jimmy Palmiotti che ha rimodellato il carattere di Jane su quello della moglie (e collega fumettista) Amanda Conner. Da questa evoluzione emerge una Painkiller Jane con un maggiori senso dell'umorismo e sensibilità rispetto al concetto originale, inevitabilmente condizionato dalle produzioni fumettistiche dei primi anni novanta.

### Origini
Le origini del personaggio, cioè la trasformazione dell'agente di Polizia Jane Vasko nella supereroina Painkiller Jane, sono state modificate dalla sua prima apparizione nella miniserie 22 Brides alla prima miniserie a lei dedicata.
Inizialmente Jane ci viene presentata come un'infiltrata all'interno della famiglia mafiosa Fonti. Il boss Joe Fonti la manda ad incontrare un capo di una gang rivale dal nome Adam. Ad insaputa di Jane, le mette una bomba addosso che poi fa detonare per uccidere Adam. Non ottiene però l'effetto desiderato perché questi non muore, Jane rimane ferita e dopo essersi miracolosamente ripresa, scopre di avere dei poteri di guarigione potenziati. Decide quindi di combattere la malavita al di fuori del sistema e diviene una vigilante. Questa prima versione della trasformazione del personaggio e origine dei suoi misteriosi poteri non soddisfa però gli autori che decidono quindi di darle una nuova origine che, di fatto, porta ad un suo reboot.
Le origini definitive del personaggio sono narrate in un albo del 1999 (tre anni dopo la sua prima apparizione). Jane è una giovane agente di polizia che si infiltra nella gang dei fratelli Blanco insieme alla collega d'Accademia Maureen Quinn. Durante l'operazione, e per colpa della stessa Maureen, viene scoperta. Per ucciderla i Blanco le somministrano un cocktail letale di droghe, ma non muore e invece entra in coma. Quando si riprende scopre di aver sviluppato un fattore di guarigione che le permette di guarire da ogni tipo di ferita. Grazie all'aiuto dell'amica Maureen riesce ad affrontare un lungo periodo di recupero e allenamento, al termine del quale decide di diventare una vigilante e dedicare la sua vita alla lotta al crimine. In questa nuova versione abbiamo quindi dei poteri che non si generano miracolosamente da un'esplosione ma sono indotti da una reazione bio-chimica imprevista di un altrettanto misterioso miscuglio di varie droghe.

## Poteri e abilità
Jane possiede un fattore rigenerante assai elevato che le permette di riprendersi velocemente da colpi di armi da fuoco, da taglio e persino da esplosioni.
Oltre a questo la donna ha un'agilità ai limiti umani e una grande esperienza in tecniche di combattimento grazie all'allenamento cui si è sottoposta.

## Altri media
Il personaggio è stato protagonista di un film per la televisione nel 2005, interpretato da Emmanuelle Vaugier. Il film presentava notevoli differenze con il fumetto a cominciare dal cognome dell'eroina: nel film si chiama Jane Browning a differenza della Vasko del fumetto. Al film è seguita una serie televisiva omonima di 22 episodi nel 2007, con l'attrice Kristanna Loken, più fedele all'originale sebbene i presupposti di questo adattamento televisivo siano più fantascientifici. Anche il nome della protagonista è pressoché identico, con una sola consonante di differenza: Jane Vasco.